# Ganzsteintunnel
Der Ganzsteintunnel ist ein Autobahntunnel in Österreich. Der zweiröhrige Tunnel umfährt die Stadt Mürzzuschlag (in der Steiermark) im Rahmen der Semmering Schnellstraße S6. Er ist 2,1 km lang. Das durchschnittliche Verkehrsaufkommen beträgt 12.500 Kfz pro Tag (Stand 2008). Der Tunnel hat eine Notausfahrt, welche Anschluss an die Ringstraße hat und in die Ortschaft führt.
Die erste Röhre wurde von 1976 bis 1980 errichtet. Der einröhrige Tunnel wurde immer wieder wegen Sicherheitsmängeln kritisiert. Aufgrund des hohen Verkehrsaufkommens war gemäß der EU-Tunnelrichtlinie der Bau einer zweiten Röhre erforderlich. 
Am 4. Dezember 2005 erfolgte in Mürzzuschlag der Spatenstich für die zweite Röhre, die Südröhre. Die Freigabe der Südröhre für den Verkehr erfolgte am 29. Juli 2008. Der Abstand zwischen den beiden Röhren des Tunnels beträgt bis zu 60 Meter. Nach Sanierung der Nordröhre erfolgte die Verkehrsfreigabe des vollausgebauten Ganzsteintunnels am 27. März 2009. Die Gesamtkosten dafür betrugen 70 Millionen Euro, davon 58 Millionen für den Bau der Südröhre und 12 Millionen für die Sanierung der bestehenden Nordröhre.

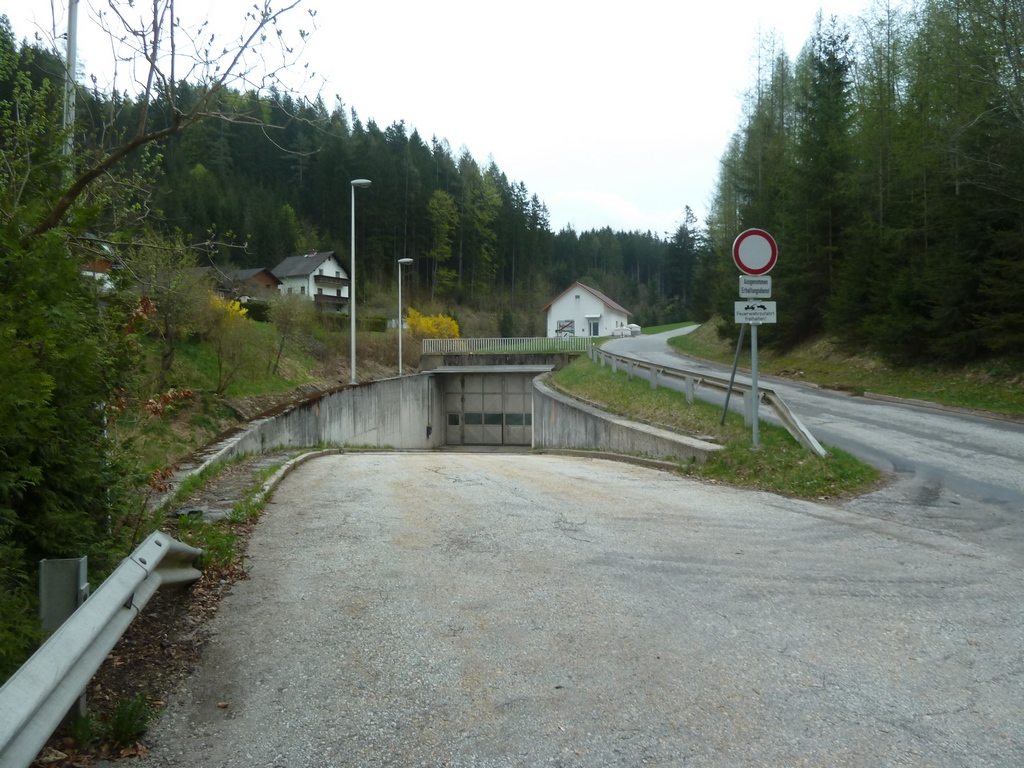
Notausfahrt Steingrabenstraße
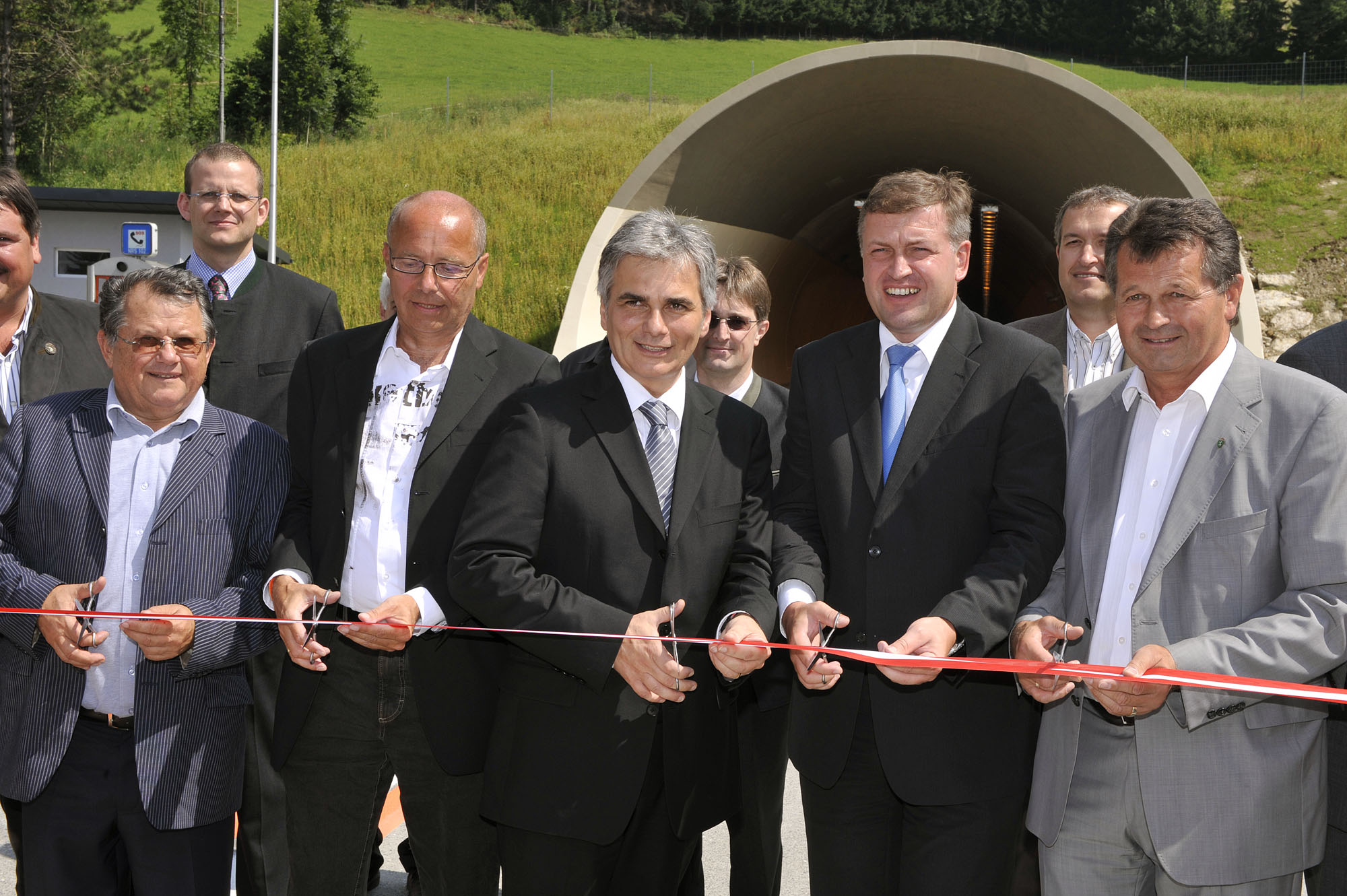
Eröffnung der Südröhre (29. Juli 2008)